# キラ・ネリス
キラ・ネリス (Kira Nerys) は、SFテレビドラマ『スタートレック:ディープ・スペース・ナイン』(DS9) 及び『スタートレック：ローワーデッキ』に登場する人物の架空の人物の一人。ベイジョー人。

## 概略
性格は『新スタートレック』(TNG) のロー・ラレン同様に短気でキレやすく、特にカーデシア人に対してはあからさまに嫌悪感を示す。手が出るのも早い。親しい仲でも裏切られたと感じると絶対に許さないが、逆に恩を感じた場合はそれまで嫌悪していた者でも友好的となる。ベイジョー臨時政府が惑星連邦に支援を要請した当初はこれを苦々しく思っていたが、ベンジャミン・シスコがワームホールを発見し、ベイジョー人が信仰する預言者によって「選ばれし者」となると、徐々に彼をはじめとする宇宙艦隊士官たちを信頼するようになる。
演じたのはナナ・ヴィジター、日本語版での吹替えは小宮和枝。
劇中で、妊娠中のケイコ・オブライエンが搭乗していたシャトルが事故に遭遇した際に乗り合わせたドクターベシアにより同じく同乗していたキラ・ネリスに胎児を移動する形で代理母出産することとなったが、じつは撮影当時、ナナ・ヴィジターは本当に妊娠しており、そのために構成された設定であった。

## 劇中の設定

### 経歴
ベイジョー・ダコール地方でカーデシア連合の占領に対してシャカール・レジスタンスに参加し活動を行っていたが、解放後はディープ・スペース・ナインで副司令官を務めている。非常に有能な副官として活躍し、押しの強い交渉能力を始め様々な能力に長けるが、唯一科学は苦手なようである。他にも芸術性に難があると本人は称している。とりわけ優秀なのがレジスタンス時代に培ったサバイバル能力で、ゲリラ戦術に加え、通常では知りえない豊富な裏技的知識が何度も仲間の窮地を救った。
レジスタンスに参加していたためそのまま軍人になってはいるが、「デジャーラ」（ベイジョーの古い職業カースト）では芸術家の家系であった。しかし本人にはその才能は全くなく、制度が一時的に復活したときには苦手な陶芸に嫌々取り組む。
第2～3シーズンはバライル、第4～5シーズンはシャカール、第6〜7シーズンはオドーとそれぞれ交際する。その間にも幾度か他の男性に恋心を抱くなど、恋多き女性である。
『スタートレック:ローワー・デッキ』ではディープ・スペース・ナインの司令官として活躍する場面が描かれており、U.S.S.セリトスのシャックスとはレジスタンス時代の仲間である事が明かされた。

### 鏡像世界
クリンゴン、カーデシア、ベイジョーらが同盟を組んで地球を蹂躙している鏡像世界では、テロックノールの総司令官として登場。ガラックやオドーを配下にし、宇宙海賊のシスコを子飼にしたり、エズリを愛人にしたりするなど、印象はかなり異なる。ちなみに、DS9のシリーズを通して、鏡像宇宙の自分自身と対面したことがある唯一のキャラクターであり、それもキラに限っては二度もある（シーズン2第23話「二人のキラ」、シーズン6第8話「聖者の復活」）。

### 所属
- ベイジョー国民軍少佐（第1～第6シーズン）・大佐（第7シーズン～LD：シーズン3）
  - 吹き替えでは中佐だが、第7シーズンのオープニングテロップでは大佐（Colonel）となっている。
- 惑星連邦宇宙艦隊名誉中佐（第7シーズン）

### 家族
- キラ・タバン（父）
- キラ・メルー（母）
- キラ・レオン（弟）
- キラ・ポール（弟）

## その他
- 当初、副司令官の位置にロー・ラレン少尉を“異動”する予定だった。詳細はロー・ラレンを参照。
- ナナ・ヴィジターのインタビューによると物語終盤、憎むべき敵であるはずのデュカットと恋に落ちるという展開が用意されていたという。それに向けてキラとデュカットの距離が徐々に近づいていくという長い伏線が張られていたが「キラがデュカットを許すことは絶対にありえない」と彼女がプロデューサーを説得しこのプロットは没になった。